# Vuelo 510 de TACA
El vuelo 510 de TACA fue un servicio internacional de pasajeros operado por un Boeing 767-2S1ER desde San Salvador, El Salvador, hacia la Ciudad de Guatemala, Guatemala. El 6 de abril de 1993, la aeronave aterrizó demasiado tarde en la pista del Aeropuerto Internacional La Aurora. Incapaz de detenerse a tiempo, el avión se salió de la pista 19 a una velocidad aproximada de 90 nudos, recorriendo cerca de 300 metros fuera de la superficie de aterrizaje antes de impactar contra varias viviendas ubicadas en las inmediaciones del aeropuerto. No se registraron víctimas fatales entre los ocupantes del avión, aunque tres personas en tierra resultaron heridas.

## Aeronave
La aeronave accidentada era un Boeing 767-2S1ER de casi 7 años de servicio, con número de serie 23494 y número de línea 141, fue construido en mayo de 1986 en la planta de Boeing en Everett, Estados Unidos y fue entregado a TACA en ese mismo año. El avión cuenta con dos motores General Electric CF6.

## Accidente
El vuelo 510 inició su aproximación al aeropuerto La Aurora, el capitán se comunicó a la torre de control para tener autorización y actualización del clima, la cual es concedida, los pasajeros y la tripulación están listos para el aterrizaje y para las 18:27 hora locál, finalmente el vuelo 510 toca la pista de aterrizaje y los pilotos inician con el procedimiento de aterrizaje, pero segundos después una alarma suena en la cabina donde se alerta a los pilotos que la aeronave está recorriendo la pista con una alta velocidad, los pilotos intentan todo lo posible para detenerse hasta que finalmente el Boeing 767 se sale de la pista.

## Investigación
En el lugar del accidente se hacen presente los investigadores de la Junta Nacional de Seguridad en el Transporte y las autoridades de  aeronáutica de Guatemala y  representantes de la aerolínea.
El vuelo 510 fue remolcado a un hangar del aeropuerto para que los investigadores pudieran ver detalladamente las aeronave para poder descubrir posibles daños y fallas. Horas después los investigadores retiran la grabadora de voz de cabina y la de datos de vuelo, estás mismas fueron llevadas a las oficinas de la NTSB en Estados Unidos para poder recuperar la información.
Después de escuchar la grabadora de cabina los investigadores tienen una pista de como el vuelo 510 se salió de la pista de aterrizaje en el aeropuerto La aurora, los investigadores finalmente tienen un informe con la causa del accidente donde este mismo describe los factores que contribuyeron al accidente.
El Boeing 767 fue reparado después de que los investigadores publicarán el informe sobre el accidente, la aeronave voló para TACA Airlines durante varios años  hasta que finalmente fue retirada de sus servicios y desmantelada en un hangar, sus piezas fueron reutilizadas para otros aviones 767 de la compañía aérea.

## Causa

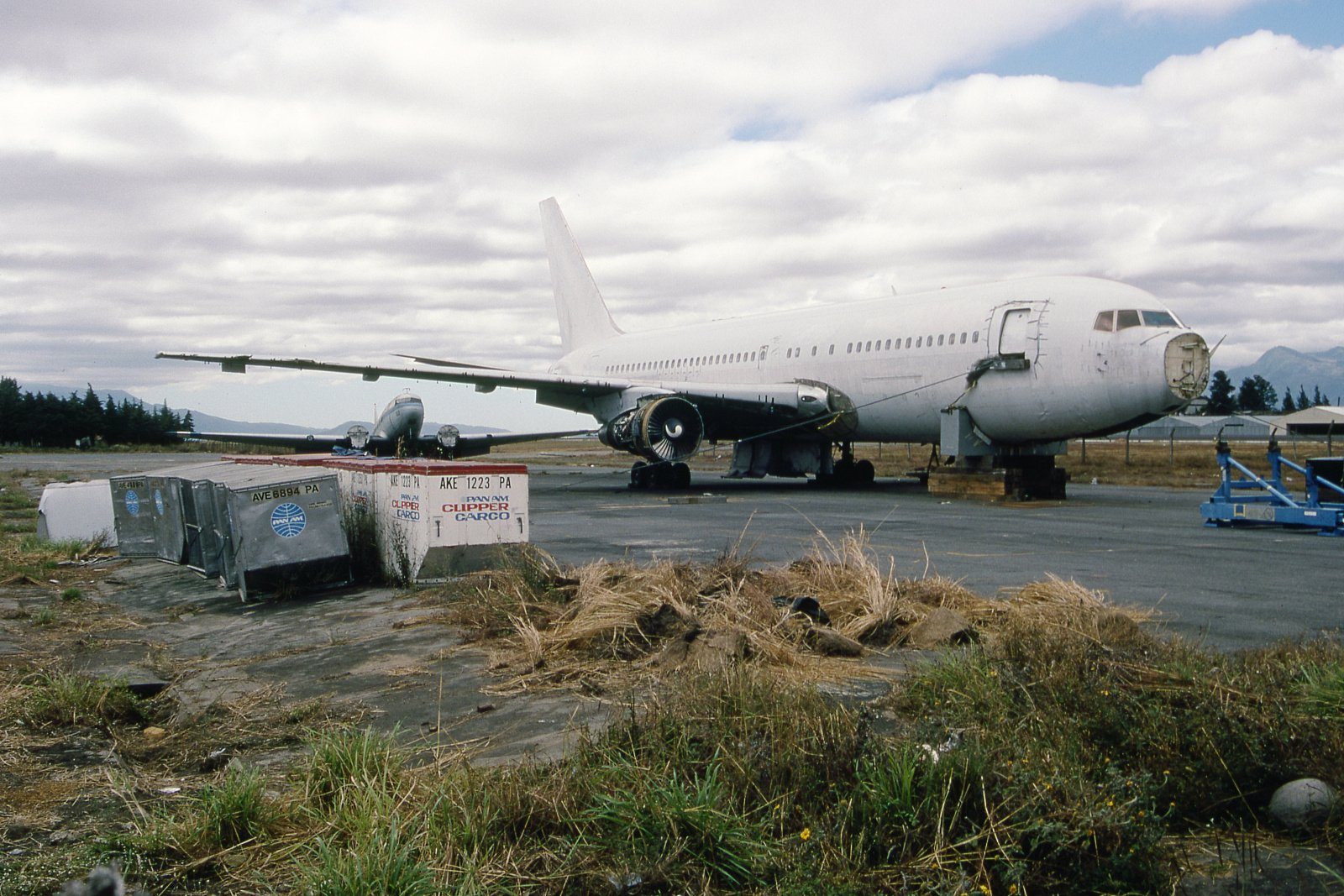
Fotografía de la aeronave meses después del accidente.

Los Investigadores de la Junta Nacional de Seguridad en el Transporte después de una extensa investigación han descubierto la causa del accidente 
- El vuelo había aterrizado con condiciones climáticas adversas y un viento de cola

- Los pilotos habían configurado erróneamente el aterrizaje para aterrizar con condiciones climáticas adversas.